# Foul Moudama
Foul Moudama es un personaje perteneciente al universo de ficción de Star Wars.

## Biografía ficticia
Fue un Caballero Jedi de la raza Talz del planeta Alzoc III. Formó parte del grupo de cuatro Jedi encargados de proteger al Canciller Palpatine junto a Shaak Ti, Stass Allie, y Roron Corobb durante la Batalla de Coruscant del Genereal Grievous. Foul y Roron lucharon y murieron a manos del General Grievous en el búnker donde iban a esconder a Palpatine. Grievous después, venció a la Maestra Shaak Ti, pero no la mató siendo después rescatada por Mace Windu.